# Аристов, Василий Иванович
Васи́лий Ива́нович А́ристов (26 июня (8 июля) 1831 — 9 (22) июля 1903) — русский общественный деятель, издатель, актёр-любитель, секретарь и историограф Санкт-Петербургского славянского благотворительного общества, действительный статский советник.
Происходил из ярославского духовенства. Единственный сын рано овдовевшего священника церкви святой великомученицы Варвары г. Ярославля — Аристова Иоанна Петровича (1799 — не ранее 1864), кандидата богословия. Внук священника села Нового, Мологского уезда Ярославской губернии, Аристова Петра Михайловича.

## Образование
Единственный сын Иоанна и Екатерины Аристовых — Василий, первоначальное образование получил домашнее. Воспитывался в Ярославской духовной семинарии, в которой стал инициатором создания ученической библиотеки и её первым библиотекарем. Был однокашником будущего профессора Московской Духовной академии, председателя Управления церковно-приходскими училищами и Учебного комитета при Святейшем Синоде, члена С.-Петербургского Славянского благотворительного общества, протоиерея кафедрального Исаакиевского собора Петра Алексеевича Смирнова, с которым поддерживал дружеские отношения до конца жизни. Как лучший ученик, в 1851 году отправлен за казённый счет продолжать образование в С.-Петербургской Духовной академии, курс которой окончил кандидатом богословия (выпуск 1855 года), где во время экзамена по физике, при переходе на старший курс, едва не погиб, получив ожоги глаз в результате взрыва при проведении опыта с гальваническими батареями.

## Государственная служба
На государственной службе в период с 1856 по 1887 год, за вычетом времени отставок, В. И. Аристов побывал чиновником Военного министерства, Главного штаба, Министерства путей сообщения, Государственного контроля и поучаствовал в разработке вопросов, связанных с тюремной реформой императора Александра II.
Выйдя из духовного сословия, с февраля 1856 года состоял в службе и классном чине гражданским чиновником по Военному ведомству: высочайшим приказом (ВП) от 26.02.1856 № 9, по Военному ведомству, по части Инспекторской, определён в службу чиновником в Военную типографию, с утверждением в чине коллежского секретаря, по званию кандидата С.-Петербургской Духовной академии. Был награждён бронзовой медалью «В память войны 1853—1856». Впоследствии назначен на должность столоначальника IV отделения Инспекторского департамента Военного министерства, в ведении которого находилось делопроизводство по вопросам комплектования войск, и в той должности, высочайшим указом от 17.04.1862, пожалован, в воздаяние отлично-усердной и ревностной службы, кавалером ордена Святой Анны 3-й степени. Затем назначен старшим столоначальником того же отделения Инспекторского департамента, и в той должности, высочайшим указом от 19.04.1864, пожалован, в воздаяние отлично-усердной и примерно-ревностной службы, кавалером ордена Святого Станислава 2-й степени. ВП от 28.02.1865 № 9, по Военному ведомству, о чинах гражданских, по Инспекторской части, производится, за выслугу лет, со старшинством, из коллежских асессоров — в надворные советники, с 26.02.1865 года. После объединения Генерального штаба и Инспекторского департамента Военного министерства, служил старшим столоначальником V отделения Главного штаба, ведавшего рекрутскими наборами и учётом нижних чинов, и в той должности, высочайшим указом от 27.03.1866, пожалован знаками ордена Святого Станислава 2-й степени, украшенных императорской короной; в том же чине и в той же должности, высочайшим указом от 31.03.1867, пожалован кавалером ордена Святой Анны 2-й степени, в воздаяние отлично-усердной и ревностной службы. ВП от 9.03.1869 № 11, по Военному ведомству, о чинах гражданских, по ведомству Главного штаба, производится, за выслугу лет, со старшинством, из надворных — в коллежские советники, с 26.02.1869 года.
В том же — 1869 г., приказом от 19.12.1869 № 18, по Министерству путей сообщений (МПС), из Главного штаба переведён в ведомство МПС — в Департамент железных дорог, чиновником сверх штата. Приказом от 3.04.1870 № 6, по МПС, назначен чиновником особых поручений VIII класса при Департаменте железных дорог, с 24 марта 1870 года. Прослужил в той должности менее года: приказом от 1.02.1871 № 2, по МПС, на основании высочайше одобренного 31.12.1870 г. учреждения МПС и штата центрального управления министерства, с упразднением ученого комитета, канцелярии министра, штаба Корпуса путей сообщения, управления главного инспектора частных железных дорог и управления главного медика, оставляется за штатом, по Департаменту железных дорог, чиновник особых поручений VIII класса, коллежский советник В. И. Аристов.
Однако, оставшись за штатом центрального аппарата МПС, Аристов продолжал числиться на государственной службе, в 1872 г. занимался выработкой проектов тюремной реформы под руководством графа В. А. Соллогуба, и лишь приказом от 3.04.1873 № 8, по МПС, уволен от службы, согласно прошению, оставшийся за штатом, по случаю преобразования центральных учреждений министерства, чиновник особых поручений VIII класса при Департаменте железных дорог, коллежский советник В. И. Аристов, с 1 февраля 1873 года.
Официально находясь в отставке, получил пожалование владимирским кавалером и следующим чином: высочайшим указом от 2.06.1873, в воздаяние особых трудов, понесенных находящимся в отставке коллежским советником Василием (Ивановичем) Аристовым, по участию в занятиях высочайше учрежденной Комиссии для составления общего систематического проекта о тюремном в государстве преобразовании, под председательством графа В. А. Соллогуба, всемилостивейше пожалован кавалером ордена Святого Владимира 3-й степени. Сенатским указом от 17.08.1874 № 81, по Герольдии, произведён в отставке, по МПС, в статские советники — служивший в Департаменте железных дорог чиновником особых поручений VIII класса, коллежский советник Василий (Иванович) Аристов, с оставлением в отставке.
Был в отставке с 1 февраля 1873 по 20 декабря 1877 года. На этот период приходится деятельность В. И. Аристова по сбору пожертвований в пользу славянского национально-освободительного движения на Балканах, принёсшая ему всероссийскую и международную известность.
Приказом от 20.12.1877 № 31 государственного контролера, определяется в службу, из отставных, прежним чином коллежского советника, В. И. Аристов, с причислением к Государственному контролю (ГК), и с откомандированием для занятий чиновником во Временную ревизионную комиссию, которая ведала проведением ревизии отчетности центральных учреждений министерств и ведомств; сенатским указом от 22.05.1878 № 50, производится, за выслугу лет, по ГК, в статские советники — коллежский советник, причисленный к ГК Василий Аристов, со старшинством с 20 декабря 1877 года; приказом от 15.09.1880 № 21, по ГК, назначен старшим ревизором Временной ревизионной комиссии, с 8.09.1880; приказом от 25.02.1883 № 3 государственного контролера, назначен, по случаю введения в действие высочайше утвержденного с 1.02.1883 года нового штата по ГК, по Департаменту гражданской отчетности, старший ревизор Временной ревизионной комиссии, статский советник В. И. Аристов — старшим ревизором Департамента гражданской отчетности. ВП от 13.04.1886 № 6, по ГК, производится, за отличие, в действительные статские советники, с оставлением в должности; приказом от 14.08.1887 № 16, по ГК, увольняется, согласно прошению, по болезни, от службы, старший ревизор Департамента гражданской отчетности, действительный статский советник В. И. Аристов, с 1 августа 1887 года.
После выхода в отставку с государственной службы, В. И. Аристов до конца своих дней целиком и полностью сосредоточился на общественной деятельности.

## Общественная деятельность
В 1860-х — 1870-х годах Аристов был близок к литературным, артистическим и художническим кружкам столицы.
В течение 1867 года он предпринимает ряд видных издательских проектов в деле народного образования и в жанре обличительной литературы. В апреле 1867 года издает знаменитую иллюстрированную азбуку педагога А. А. Радонежского:
- Ученье — свет: Русская азбука для наглядного обучения. С 40 рисунками П. Маркова, гравированными на дереве М. Стариковым, и детской хрестоматией / Сост. А. Радонежский — СПб.: изд. В. Аристова, 1867. Позднее — в 1869 г., начав деятельность в Славянском благотворительном обществе, Аристов пожертвует обществу 50 экз. этого изящного издания для рассылки в славянские земли.

В декабре того же — 1867 г., издает не менее знаменитый сборник сатиры поэта Д. Д. Минаева:
- Минаев, Д. Д. В сумерках: Сатиры и песни. — СПб.: изд. В. И. Аристова, в тип. А. Траншеля, 1868.

Эти два издания, являющиеся большой библиографической редкостью, принесли известность Аристову в литературных кругах столицы. В тот период он проживал в доходном доме Дебольцева, близ Аничкова моста на Фонтанке, под № 38, возле Екатерининского института, в кв. № 17, где и находился склад его издательства.
С 1868 — почётный член, и по 5.01.1878 — член-распорядитель С.-Петербургского собрания художников (Клуб художников, Художественный клуб), приобретший широкую известность в столице как организатор театрализованных и музыкальных мероприятий, с живыми картинами, сбор с которых шёл на нужды С.-петербургского собрания художников и творческой интеллигенции. Как актёр-любитель и художественный декламатор, принимал участие в театральных постановках. В частности, был хорошо знаком, как по службе, так и по общественной деятельности, с драматургом, графом В. А. Соллогубом, принял участие в театрализованной постановке его поэмы «Суд истории» из одиннадцати живых картин, состоявшейся 26 февраля 1869 года в Клубе художников. По воспоминания горного инженера и балетомана К. А. Скальковского, граф В. А. Соллогуб в то время (1868—1870) был завсегдатаем С.-Петербургского собрания художников, именовавшегося столичными жителями Художественным клубом, в Троицком переулке С.-Петербурга. «Душой» клуба художников и его режиссёром мемуарист называет В. И. Аристова. Кроме графа Соллогуба и Аристова, активными членами этого драматического кружка, по воспоминания Скальковского, были: редактор-издатель «Петербургского листка» и «Петербургской газеты» И. А. Арсеньев; драматург и театральный критик, сотрудник «Петербургского листка» Н. А. Потехин, «человек бойкий и откупной поверенный, и акцизный чиновник, и фантастический революционер, и драматург, и недурной чтец»; оперная певица Д. М. Леонова, любимица композитора М. И. Глинки, «игравшая видную роль в числе клубных исполнительниц»; бывший почтовый чиновник, драматический артист И. И. Монахов, любимец столичной публики, непревзойденный куплетист, чуть позднее сыгравший главную роль — Медякова, в комедии С. Н. Худекова и Г. Н. Жулёва «Петербургские когти», ставшей чрезвычайно популярной в столичных и провинциальных частных и казённых театрах, и не раз игранной на императорской сцене; драматург, писатель и артист русской драматической императорской труппы И. Ф. Горбунов; поэты-фельетонисты П. И. Вейнберг, П. В. Шумахер, Л. К. Панютин и многие другие. Скальковский писал: «Клуб этот совершил чудо: просуществовал несколько лет без дохода от карт. Он просуществовал бы и долее, если бы в действительные члены не стали, по распространенному толкованию устава, принимать „художников слова“, то есть адвокатов».
Организаторские способности Аристова как распорядителя творческих мероприятий оказались востребованными в деле оказания поддержки нуждающихся членов российской художественной интеллигенции. Сохраняя многолетние дружеские отношения с видными столичными литераторами и артистами, с 9 января 1877 года В. И. Аристов избирается членом совета и первым секретарем Общества взаимного вспоможения русских артистов — предшественника Союза театральных деятелей России, первого официально разрешенного объединения русских артистов, созданного для развития театрального искусства в России, оказания помощи и поддержки деятелям российской сцены. Председателем общества был известный актёр, режиссёр и драматург А. Ф. Федотов, среди учредителей значились И. С. Тургенев, А. Н. Плещеев, Д. В. Григорович, А. А. Краевский и другие знаменитые деятели русской культуры. Однако, забыто, что в первом общем собрании общества, после официального утверждения устава состоявшемся 9 января 1877 года в зале С.-Петербургской городской думы, в члены совета общества были избраны В. И. Аристов и М. Я. Киттары, вместе с Н. Л. Бенуа, Ф. А. Бурдиным, И. Д. Зубаревым, Ф. И. Исеевым, В. Е. Кочуриным и др. На основании § 52 устава общества, советом были избраны из среды его членов: казначеем общества — М. Я. Киттары, и секретарем общества — В. И. Аристов. Ни тот, ни другой, не были профессиональными актёрами и драматургами.
В том же — 1868 г., он стал сотрудничать с отделом Славянского благотворительного общества (Славянского комитета), открытого в столице. С 26.01.1869 г. — действительный член С.-Петербургского отделения Славянского благотворительного общества (С.-Петербургского славянского комитета), самый деятельный член так называемой «увеселительной комиссии» общества. За особые заслуги в организации художественно-литературных и музыкальных вечеров, спектаклей с живыми картинами и маскарадов в пользу Общества, с 4.04.1871 года удостоен звания почётного члена. С 28.09.1875 г. — член, и с 22.07.1876 г., по день её закрытия — секретарь комиссии С.-Петербургского славянского комитета по сбору пожертвований для помощи славянским народам, боровшихся с Турцией, в том числе для финансирования закупок снаряжения, оружия и отправки в Черногорию и Сербию ополченцев и казаков. В. И. Аристов стал наиболее активным и деятельным членом этой комиссии, он присутствовал в 63-х из 81-го заседания, на которые собирались члены комиссии. Он вел не только дела по письменной части комиссии, по приему добровольцев, сестер милосердия и докторов, но и по их отправке, по обмундированию добровольцев и снабжению медицинских отрядов бельевыми и перевязочными средствами, медицинскими инструментами. С возвращением раненых добровольцев, их призрение возложено было также на Аристова. Однако, деятельность Комиссии для сбора пожертвований, в короткий период, с 21.09.1875 по 24.10.1876 год, «по грошам» собравшей 899 499 руб. 6 ¼ к. пожертвований на поддержку антитурецкого восстания в Черногории, Сербии, Боснии и Герцеговине, Воеводине, Далмации и Моравии, сопровождалась организационной неразберихой, отсутствием должного административного и финансового контроля по сбору и расходованию средств, разного рода злоупотреблениями, мошенничеством, хищениями денежных средств и собранного вещевого имущества, поставкой некачественного и устаревшего оружия и снаряжения по завышенным ценам, и разного рода другими недобросовестными действиями лицами, действовавшими от имени комиссии. Хотя обнародованные результаты ревизии работы комиссии не имели каких-либо административных, или судебных, последствий, эта деятельность принесла А. В. Аристову не только всероссийскую и в славянских землях известность, но и нанесла существенный ущерб репутации как его самого и других членов комиссии, так и С.-Петербургского славянского комитета в целом, поставив под сомнение целесообразность сбора пожертвований в его пользу. Тем не менее, благодаря активной деятельности в Комиссии для сбора пожертвований в период формирования освободительной Тимокско-Моравской армии, под командованием члена Славянского благотворительного общества, ген.-майора М. Г. Черняева, с 1 мая 1877 года Аристов был избран секретарем С.-Петербургского славянского благотворительного общества и членом его совета, с оставлением в должности секретаря Общества, оставив обе должности, по болезни, в апреле 1901 г. Будучи секретарем Общества, он составил, и в 1883 и 1893 гг. издал летопись деятельности С.-Петербургского славянского благотворительного общества, за периоды с 1868 по 1883 год, и с 1883 по 1893 год, став его первым историографом. Как секретарь Общества, принимал деятельное участие в еженедельном журнале общества «Славянские известия», с 22 января 1889 года издававшегося в С.-Петербурге, под редакцией издателя, полковника В. В. Комарова, а впоследствии участвовал в другом журнале — «Славянское обозрение», издававшемся обществом. Кроме изданий Славянского благотворительного общества, сотрудничал и в повременных изданиях, в частности, в 1888—1889 гг. был корреспондентом ежедневной газеты «Новости» (изд.-ред. О. К. Нотовича). Постоянно избирался членом всевозможных временных комиссии Общества. Неоднократно выступал на общих собраниях общества не только с отчётами об его деятельности и деятельности членов общества, но и с различными очерками и докладами, посвященными истории славянских народов, славянских просветителей и различным памятным датам, а также представлял сочинения, выдвигаемые на соискание Кирилло-Мефодиевской премии, присуждаемой обществом.
Аристов был известен и как социальный педагог патриотического толка. Он разработал программы детских представлений и новогодних ёлок в традициях русского народного фольклора, много лет игравшихся в помещении С.-Петербургского клуба художников. В период Русско-турецкой войны 1877—1878, на волне всеобщего национально-патриотического подъёма, организовал в столичном пригороде детский военно-патриотический лагерь, явным образом ориентированный на традиции потешных полков Петра I и солдатского учения генералиссимуса графа А. В. Суворова-Рымникского. Столичные газеты тогда писали: «Лесной. Мы уже сообщали о детском казачьем легионе, образовавшемся в Лесном, сообщали и об их потешных манёврах. Легион этот ныне возрос до пятидесяти человек. Их обучает фронту и маршировке какой-то отставной солдат, а руководителем явился известный устроитель увеселений В. И. Аристов. Он устроил им крепость на даче Блинова, в Сосновском переулке, окопав её рвом. Также уговорил нескольких мальчиков быть турками, одел их в фески и посадил гарнизоном в эту крепость. На крепости развевается турецкий флаг. На днях предполагается обложить её казаками, начать осаду и взять штурмом. Так же будет устроена и переправа через Дунай. Дунаем будет служить пруд в Беклешовом саду. Одним словом, потеха будет полная. Мальчишки давно уже ходят с синяками и ссадинами на лице, и некоторые родители, не без основания, опасаются за ребра, руки и ноги своих детей при предстоящей переправе через Дунай. Нам передавали, что артистка Е. И. Левкеева, проживающая в Лесном на даче, сшила и подарила казакам большое знамя».
В воздаяние многогранной и полезной деятельности на благо славянского единства, и в честь 25-летнего юбилея С.-Петербургского славянского благотворительного общества, высочайшим указом от 10 июня 1893 года, Аристов пожалован кавалером ордена Святого Станислава 1-й степени. За те же заслуги и в честь того же юбилея, королём Александром I Сербским пожалован орденом Таковского креста 1-й степени (11.05.1893).
Одновременно с деятельностью в Славянском комитете, Аристов был активным членом других общественных начинаний на поприще православного просвещения. С 1888 года избран в члены-соревнователи с.-петербургского Общества распространения религиозно-нравственного просвещения в духе православной церкви, занимался социально-просветительской деятельностью, а с 1889 года избран почётным членом и Киевского отделения Славянского благотворительного общества. Принимал участие в многочисленных православных службах по различным торжественным и памятным событиям, и в том же — 1889 г., с 16 июля, Аристов становится одним из инициаторов и членом-учредителем Общества ревнителей благолепия крестных ходов в С.-Петербурге, которое «по мере сил и средств могло бы содействовать православному столичному духовенству в деле устройства возможно благолепных крестных ходов в столице, неотразимо производящих и в настоящем их виде громадное впечатление и на православных, и, что ещё вернее, на иноверцев». Общество разрабатывало, но так и не выработало официально утверждённый устав, поэтому существовало как общественная инициатива в среде столичного духовенства и купечества, которое и жертвовало средства на благолепие крестных ходов.
Кроме более чем 30-летней плодотворной деятельности на поприще службы славянским народам, с 20.02.1883 года Аристов стал одним из основателей и почётных членов С.-Петербургского общества ночлежных домов (Общества ночлежных приютов в С.-Петербурге, Общества братской помощи в С.-Петербурге) и состоял членом его правления и секретарем общества до своей смерти. При непосредственном участии и под наблюдением Аристова были открыты и действовали четыре ночлежных дома общества более чем на 900 мест: 1-й дом, основанный в память императора Александра II, существовал с 1883 по 1908 г. — первоначально по Шлиссельбургскому пр., д. 4, был открыт 6.05.1883 г. и с 16.01.1894 г. переведен в арендованный у Александро-Невской лавры дом, на углу набережной р. Невы и р. Монастырки, близ Благовещенского моста (с 1900 г. при доме было учреждено Братство трезвости во имя святителя Николая Чудотворца); 2-й дом существовал с 1883 по 1899 г. — первоначально по наб. р. Фонтанки, д. 95, был открыт 27.12.1883 г. и с 14.11.1886 г. переведен в дом № 18 по Демидовскому пер.; 3-й дом существовал с 1884 по 1917 г. — первоначально по наб. р. Фонтанки, д. 113, был открыт 6.12.1884 г. и в 1911 г. переведен во вновь построенное здание по ул. Тележной, д. 33; 4-й дом существовал с 1886 по 1917 г. — был открыт 29.06.1886 г. по ул. Малой Болотной, д. 13. За первое десятилетие деятельности общества, с 1883 по 1893 год, в четырёх его домах нашли призрение свыше двух миллионов двухсот тысяч ночлежников разных сословий: крестьяне, купцы, офицеры, кандидаты университетов и т. д.
Как уроженец Ярославской губернии, с 28.12.1897 года и до конца жизни Аристов состоял членом-учредителем и был избран членом правления Ярославского благотворительного общества, открытого в С.-Петербурге для оказания помощи проживавшим в столице землякам-ярославцам.
За заслуги в деле поддержки национально-освободительного движения славянских народов от турецкого владычества, кроме сербского ордена Такова, Аристов был пожалован кавалером черногорского ордена Князя Даниила I 1-й, 2-й и 3-й степеней, и крестом Сербского общества Красного Креста, являющегося военной наградой Королевства Сербии.
Был женат на Марии Ивановне (? — не ранее 1918), служившей общинной сестрой милосердия, после смерти мужа получавшей пособие из средств С.-Петербургского славянского благотворительного общества. Брак бездетен.

## Сочинения
- •Первые 15 лет существования С.-Петербургскаго Славянскаго благотворительнаго общества (бывший Петербургский отдел Славянскаго благотворительнаго комитета в Москве) по протоколам общих собраний его членов, состоявшимся в 1868—1883 гг. — Санкт-Петербург: Тип. А. М. Котомина и К°, 1883.
- •Последние 10 лет первого двадцатипятилетия существования С.-Петербургского славянского благотворительного общества по протоколам общих собраний его членов, состоявшимся в 1883—1893 гг. / [В. Аристов]. — Санкт-Петербург: С.-Петербургское славянское благотворительное общество, 1893.